# 米哈伊利夫卡 (韋塞利諾韋市鎮)
47°19′21″N 31°2′1″E / 47.32250°N 31.03361°E
米哈伊利夫卡（烏克蘭語：Михайлівка）是烏克蘭南部的村莊，由尼古拉耶夫州沃茲涅先斯克區的韋塞利諾韋市鎮負責管轄。該村面積1.09平方公里，海拔高度113米，2001年人口546，人口密度每平方公里500.9人。